# کلیفتن هیل، ویکتوریا
کلیفتن هیل (به انگلیسی: Clifton Hill) یک منطقهٔ مسکونی در استرالیا است که در شهر یارا واقع شده‌است.